# Кловер Мейтленд
Кловер Мейтленд (англ. Clover Maitland, 14 березня 1972) — австралійська хокеїстка на траві.
Олімпійська чемпіонка 1996, 2000 років.
Чемпіонка світу 1998 року.
Переможниця Трофею чемпіонів 1995, 1997, 1999 років, бронзова призерка 2000 року.